# Фотошпалери
Фотошпалери  — вид шпалер з нанесеним малюнком чи фотографією. Застосовується для оформлення стін та іноді стель. Випускаються як промисловим (великими тиражами) способом, так і в єдиному екземплярі. Фотошпалери бувають на паперовій, флізеліновій і полімерній основі, а також на полотні.
Синоніми: Фотопринт, артшпалери, діджіпрінт.

## Функції фотошпалер
Крім функцій які виконують шпалери, фотошпалери надають індивідуальність приміщенню, що оформляється. Фотографія або малюнок розміром на всю стіну стає домінантою оформлюваного приміщення.
Фотошпалери застосовують для заміни шпалер, якщо виникла необхідність оформити стіни приміщення шпалерами, які зняті з виробництва або є раритетними.

## Види фотошпалер
- Паперові шпалери
- Ламіновані фотошпалери
- Флізелінові фотошпалери
- Фотошпалери на полотні
- Вінілові фотошпалери
- Фотошпалери, які імітують фреску